# Clambidus atomus
Clambidus atomus is een keversoort uit de familie oprolkogeltjes (Clambidae). De wetenschappelijke naam van de soort werd in 1902 gepubliceerd door Charles Adolphe Albert Fauvel.